# نویکیرشن بای لامباخ
نویکیرشن بای لامباخ (به آلمانی: Neukirchen bei Lambach) یک منطقهٔ مسکونی در اتریش است که در ناحیه ولس لند واقع شده‌است. نویکیرشن بای لامباخ ۱۲ کیلومتر مربع مساحت دارد ۴۰۱ متر بالاتر از سطح دریا واقع شده‌است.